# Prognathodes geminus
Prognathodes geminus là một loài cá biển thuộc chi Prognathodes trong họ Cá bướm. Loài này được mô tả lần đầu tiên vào năm 2019.

## Từ nguyên
Tính từ định danh geminus trong tiếng Latinh có nghĩa là "sinh đôi", hàm ý đề cập đến kiểu hình của loài cá này rất giống với loài Prognathodes basabei, cũng như Prognathodes guezei.

## Phạm vi phân bố và môi trường sống

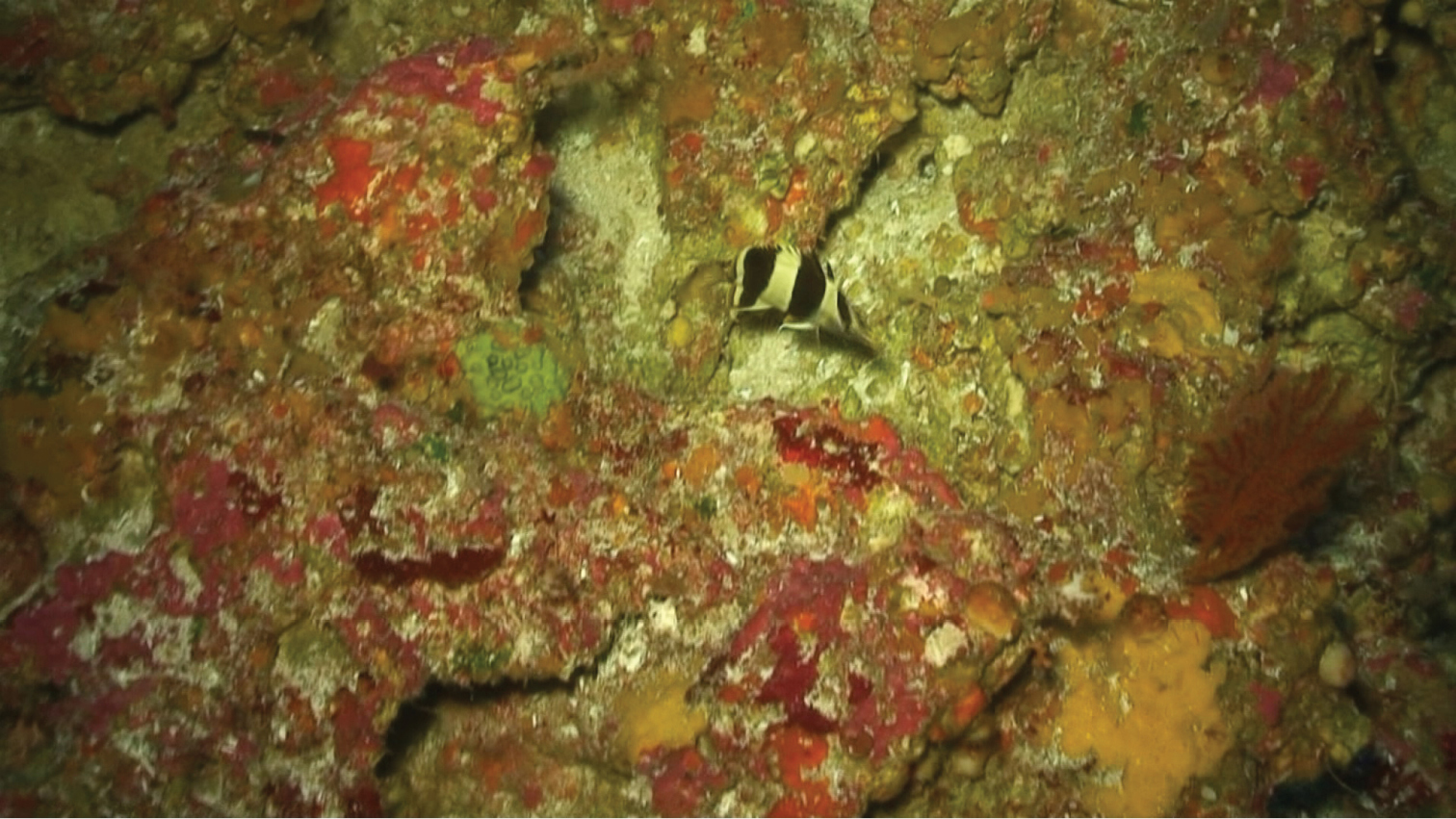
Mẫu định danh trên mỏm đá vôi

Tại Palau, P. geminus được nhìn thấy xung quanh những mỏm đá vôi trên sườn dốc của rạn viền bờ ở độ sâu khoảng 110–150 m. Mẫu định danh và một mẫu phụ chuẩn (paratype) của loài này được thu thập ở độ sâu 116 m.
Tuy nhiên, nhiều cá thể giống với P. geminus đã được phát hiện ở biển San Hô (độ sâu 140 m) và Nouvelle-Calédonie (độ sâu khoảng 120 m).

## Mô tả

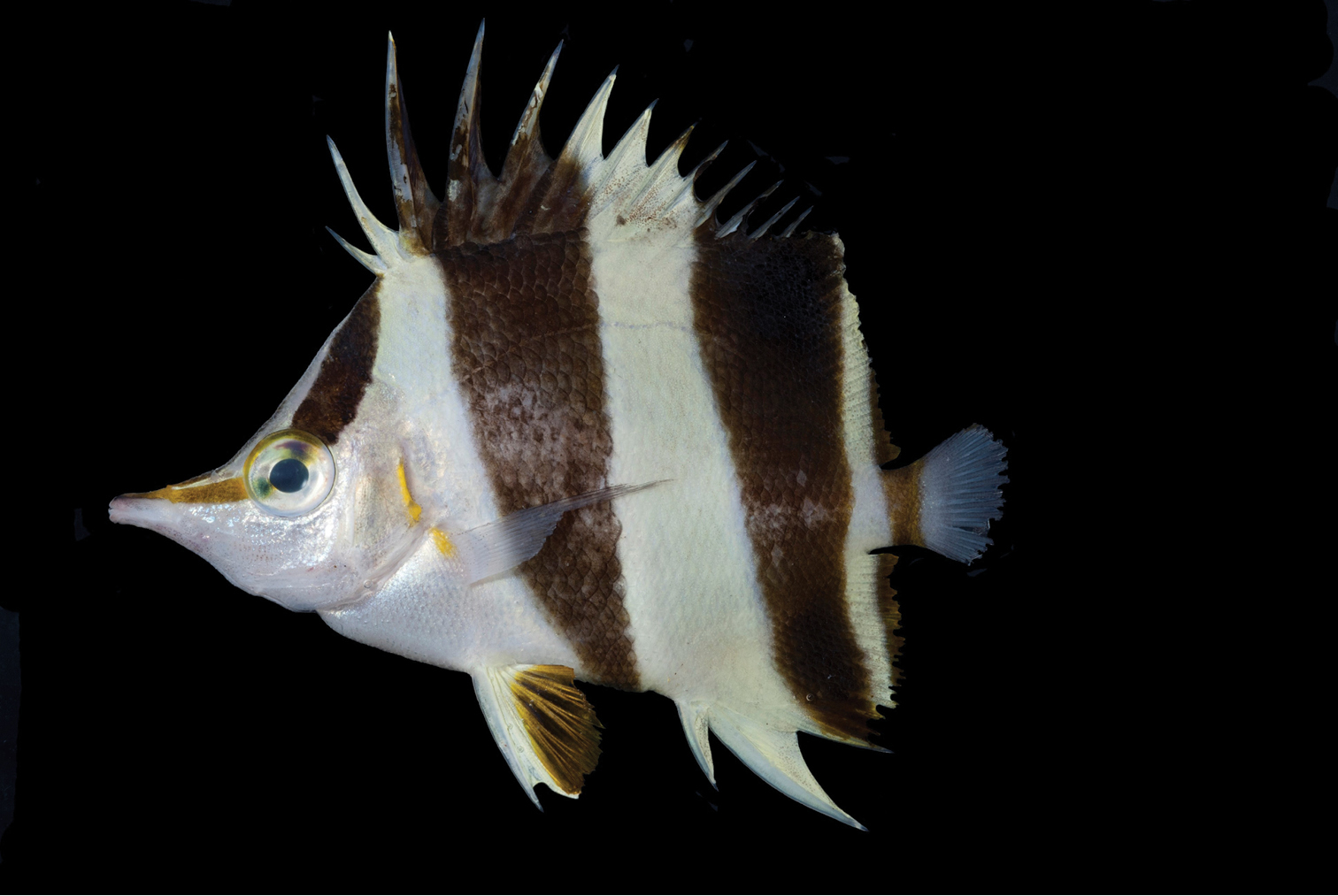
Mẫu phụ chuẩn

Hai mẫu vật của P. geminus có chiều dài đo được là gần 8 cm. P. geminus có màu trắng/vàng nhạt với hai dải sọc đen ở bên thân từ các tia gai vây lưng kéo dài xuống bụng và vây hậu môn. Một dải đen khác từ gốc vây lưng trước băng chéo xuống mắt, chuyển thành màu nâu từ mắt đến mõm.
Dải đen thứ nhất (trên đầu) ở P. geminus bắt đầu từ ngay gốc tia gai vây lưng thứ nhất (dải này lan rộng đến toàn bộ tia gai thứ nhất ở P. basabei). Dải thứ hai bắt đầu từ gai vây lưng thứ 3 ở P. geminus (thứ 4 ở P. basabei). Màu cam ở vây bụng và dải viền trên ở sau vây lưng và vây hậu môn của P. basabei chuyển thành màu nâu ở P. geminus (vàng hơn ở P. guezei). Khoảng trắng giữa các dải đen ở P. guezei có thêm các vệt màu vàng (nhạt hơn ở P. basabei).
Số gai ở vây lưng: 13; Số tia vây ở vây lưng: 17–19; Số gai ở vây hậu môn: 3; Số tia vây ở vây hậu môn: 15; Số tia vây ở vây ngực: 15; Số gai ở vây bụng: 1; Số tia vây ở vây bụng: 5.